# Диспансеризация
Диспансериза́ция — комплекс мероприятий, включающий в себя профилактический медицинский осмотр и дополнительные методы обследований, проводимых в целях оценки состояния здоровья (включая определение группы здоровья и группы диспансерного наблюдения) и осуществляемых в отношении определённых групп населения в соответствии с законодательством Российской Федерации.
Диспансеризация направлена на выявление хронических неинфекционных заболеваний (и факторов риска их развития), являющихся основной причиной преждевременной смертности в РФ: болезней системы кровообращения, онкологических заболеваний, болезней органов дыхания, сахарного диабета. В рамках проведения диспансеризации в соответствующих возрастных категориях проводится скрининг на выявление рака шейки матки, рака молочной железы, колоректального рака.
С 2013 года диспансеризация всего населения Российской Федерации вошла в систему обязательного медицинского страхования. В 2017 году профилактические осмотры и диспансеризацию прошли 48,5 млн человек, детей и взрослых. Это в 1,5 раза больше, чем в 2013 году. К 2021 году планируется охватить этой программой более 80 млн человек, а в 2024 году — свыше 100 млн человек.

## Диспансеризация в России

### Диспансеризация взрослых
Диспансеризация взрослого населения в России (лиц от 18 лет и старше) регламентируется приказами Минздрава РФ. Согласно им, совершеннолетние граждане России имеют право по своему желанию, бесплатно, пройти медицинский осмотр врачами-специалистами и ряд медицинских обследований.

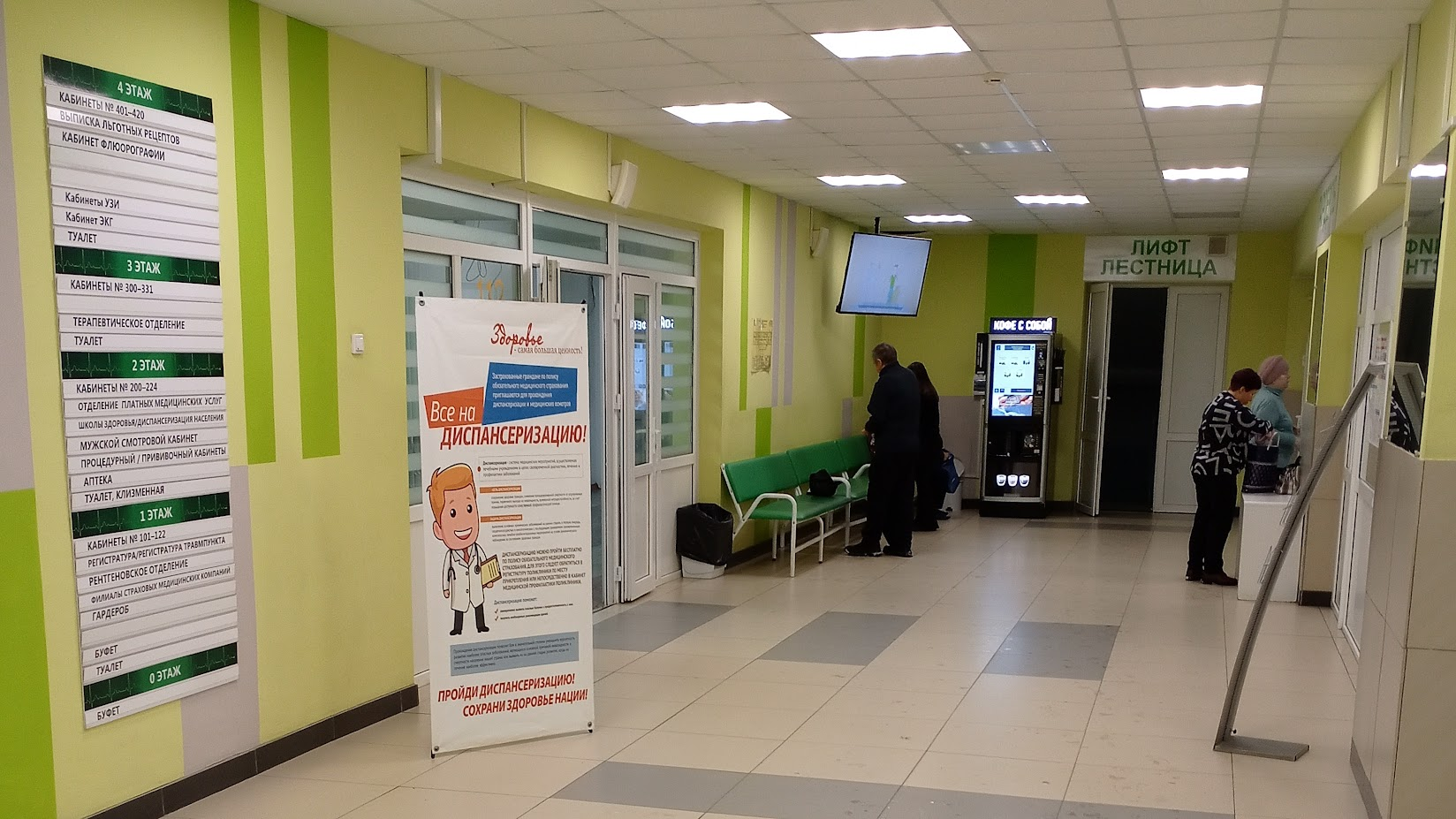
Плакат «Все на диспансеризацию!» в поликлинике № 2 города Северодвинска

Периодичность диспансеризации 1 раз в три года в возрасте от 18 до 39 лет включительно, ежегодно в возрасте 40 лет и старше. Некоторые группы граждан, указанные в подпункте 2 (а—г) пункта 5 приказа, проходят диспансеризацию ежегодно, независимо от возраста.
Диспансеризация проводится в медицинских организациях, участвующих в реализации программы государственных гарантий бесплатного оказания гражданам медицинской помощи в части оказания первичной медико-санитарной помощи. О порядке прохождения диспансеризации и входящих в неё обследованиях можно подробно узнать у консультантов страховых медицинских организаций по телефонам контакт-центров.
Следует отличать диспансеризацию (профилактические осмотры) от диспансерного наблюдения, проводимого для граждан, состоящих на диспансерном учёте в связи с имеющимися у них хроническими заболеваниями.

### Диспансеризация детей
В России вступил в силу с 1 июля 2021 года новый приказ Минздрава от 27 апреля 2021 года № 404н «Об утверждении Порядка проведения профилактического медицинского осмотра и диспансеризации определённых групп взрослого населения», вместо утратившего силу приказа  № 1278н. Под диспансеризацией подразумевается прохождение перечисленных в приказе профилактических медицинских осмотров, консультаций специалистов и исследований. Регулярность осмотров: до 1 года жизни — ежемесячно, на 2-м году — 1 раз в 3 месяца, на 3-м — 1 раз в 6 месяцев, с возраста 3-х лет до достижения 18 лет — ежегодно.

## Скрининг
Несмотря на то, что скрининг способствует ранней диагностике, не все скрининговые методы демонстрируют однозначную пользу. Среди нежелательных эффектов скрининга — возможность гипердиагностики или ошибочной диагностики, создание ложного чувства уверенности в отсутствии болезни. По этим причинам скрининговые исследования должны обладать достаточной чувствительностью и допустимым уровнем специфичности.
Скрининг является важной частью диспансеризации.

### Примеры скрининговых методов
Для выявления случаев туберкулёза широко распространена кожная туберкулиновая проба (реакция Манту). Для диагностики депрессии в качестве диспансерного теста используется шкала депрессии Бека. С целью исключения патологии плода широко используется альфа-фетопротеиновый тест. Рентгенография зубов рутинно применяется стоматологами для исключения случаев кариеса.
Различные скрининговые исследования применяются для возможно ранней диагностики злокачественных новообразований. В числе достаточно достоверных скрининговых тестов онкологической направленности:
- Тест Папаниколау — для выявления потенциально предраковых изменений и профилактики рака шейки матки;
- Маммография — для выявления случаев рака молочной железы;
- Колоноскопия — для исключения колоректального рака;
- Дерматологический осмотр для исключения меланомы.

### Медицинское оборудование для скрининга
Медицинское оборудование для скрининга зачастую отличается от оборудования, применяемого в клинической диагностике. Целью скрининга является лишь обнаружение/исключение заболеваний у клинически бессимптомных лиц, в отличие от обследования заведомо больных, направленного на оценку характера и выраженности патологического процесса. В связи с этим оборудование для скрининга может быть менее точным, чем диагностическое.

### Преимущества и недостатки скрининга
Скрининг имеет как преимущества, так и недостатки; решение о необходимости скрининга принимается путём взвешивания этих факторов.

#### Преимущества
Скрининг позволяет выявлять заболевания в их ранних, бессимптомных стадиях, на которых лечение более эффективно.
К примеру, в последние годы с помощью активного онкопоиска около 56 % всех злокачественных новообразований, выявленных в рамках диспансеризации, были выявлены на I—II стадии.

#### Недостатки
Как и любые другие медицинские исследования, скрининговые методы не являются совершенными. Результаты скрининга могут быть как ложно-положительными, указывая на наличие в действительности отсутствующей болезни, так и ложно-отрицательными, не обнаруживая существующую болезнь.
- Скрининг требует затрат на медицинские ресурсы на фоне того, что большинство обследованных лиц оказываются здоровыми.
- Наличие нежелательных эффектов диспансеризации (тревога, дискомфорт, воздействие ионизирующего излучения или химических агентов).
- Стресс и тревога, вызванные ложно-положительным результатом диспансеризации.
- Ненужные дополнительные исследования и лечение лиц с ложно-положительным результатом.
- Психологический дискомфорт, обусловленный более ранним знанием о собственном заболевании, особенно в случае невозможности излечения.
- Ложное чувство безопасности, вызванное ложно-отрицательным результатом, которое может отсрочить постановку диагноза.

### Принципы скрининга
Целесообразность введения скрининга населения связана с рядом вопросов, обозначенных выше. Хотя проведение некоторых скрининговых тестов невыгодно, в целом массовые скрининговые обследования обеспечивают повышение уровня здоровья населения. Всемирная организация здравоохранения в 1968 году разработала руководство по принципам скрининга, до сих пор не утратившее актуальность.
Основные положения:
1. Заболевание должно представлять важную медицинскую проблему.
2. Должно существовать лечение заболевания.
3. Возможности диагностики и лечения заболевания должны быть доступны.
4. Заболевание должно иметь скрытый период.
5. Для заболевания должен существовать метод исследования.
6. Метод исследования должен быть приемлем для использования в популяции.
7. Необходимо адекватно понимать естественное течение болезни.
8. Должна существовать согласованная политика в необходимости лечения.
9. Экономические расходы на выявление случаев заболевания должны быть сбалансированы с общим объёмом расходов.
10. Диспансеризация должна осуществляться непрерывно, а не «раз и навсегда».

## Критика
По данным кокрановского обзора, охватившего 16 испытаний, в которых участвовали почти 250 000 участников, влияние профилактических медицинских осмотров на общую смертность, смертность от рака или сердечно-сосудистых заболеваний отсутствует. В связи с этим, выразив сомнение в полезности профилактических медицинских осмотров, Петер Гётше, один из основателей «Кокрановского сотрудничества», автор многочисленных систематических обзоров клинических испытаний и более чем 70 публикаций в ведущих медицинских журналах, отметил, что «медицинские осмотры ведут к увеличению диагнозов и факторов риска» и это «приводит к росту употребления лекарств и большему вреду», а отказ от профилактических медицинских осмотров может позволить сэкономить миллиарды, внесенные в бюджет страны налогоплательщиками. По мнению Гётше, профилактические осмотры могут приводить к гипердиагностике, ухудшению здоровья пациентов из-за побочных действий лекарственных средств, в приёме которых часто нет необходимости, и назначению новых препаратов для корректировки этих побочных действий, ошибочно трактуемых как имеющиеся у пациентов заболевания.